# Memphis en vivo
Memphis en vivo  es el primer álbum en vivo de la banda argentina de blues rock Memphis la Blusera, publicado por Radio Trípoli Discos en 1994

## Lista de canciones
| N.º      | Título                                                        | Duración |  |
| 1.       | «No se detiene»                                               | 5:34     |  |
| 2.       | «La bifurcada»                                                | 4:45     |  |
| 3.       | «Mataderos blues»                                             | 5:17     |  |
| 4.       | «Sopa de letras»                                              | 4:48     |  |
| 5.       | «Blues del estibador»                                         | 5:05     |  |
| 6.       | «Eugenia»                                                     | 8:06     |  |
| 7.       | «Lo mismo boogie»                                             | 7:35     |  |
| 8.       | «Montón de nada*»                                             | 5:16     |  |
| 9.       | «Moscato, pizza y fainá»                                      | 5:21     |  |
| 10.      | «Tonto rompecabezas»                                          | 6:31     |  |
| 11.      | «Popurri: a. Perro llorón b. Boogie del preso c. Boogie mama» | 8:41     |  |
| 12.      | «Locura»                                                      | 3:55     |  |
| 01:09:46 |                                                               |          |  |

*Grabados durante la prueba de sonido (2-7-94)

## Créditos

### Integrantes
- Adrián Otero - voz principal y coros
- Daniel Beiserman - bajo eléctrico, bajo acústico en 7 y 8, coros en 11
- Fabián Prado - piano, órgano y guitarra electro-acústica en 8 y coros
- Alberto García - guitarra eléctrica principal en todos los temas menos en 7 y 8, guitarra electro-acústica en 7 y 8
- Emilio Villanueva - saxofón tenor
- Eduardo Anneta - batería

### Músicos invitados
- Rubén Alfano - guitarra rítmica

- Guillermo Trappani - órgano
- Ricky Olarte - pandereta y congas
- Jorge Ferreras - armónica

### Producción
- Mariano López - Técnico de grabación y Mixed
- Hugo Rivarola - Asistente
- Adrián Rivarola - Asistente
- Darío Frassinelli - Asistente
- Andrés Mayo - Mastering
- Fabián Prado - Producción artística
- Hugo "Tapia" García - Operador de sonido
- Ramón Gerez, Gustavo Coccinaro, "Duende" González y "Guille" - Asistente de escenario
- Mariano Grippo - Mánager
- Eduardo Anneta - Arte de tapa e interior
- Tato y Lucho Hassan - Fotos
- Graciela Martins y Fabián Sañudo - Prensa
- Sergio Fasanelli - Producción discográfica
- Gonzalo M. Gil - Coordinador de producción

- Datos: Q27961323